# Brassica elongata
Espèce
Brassica elongata, le chou allongé ou chou élancé, est une espèce de plantes dicotylédones de la famille des Brassicaceae, originaire d'Eurasie (Europe centrale et orientale, Asie centrale) et d'Afrique du Nord (Maroc).
Ce sont des plantes herbacées bisannuelles ou vivaces pouvant atteindre 1 m de haut, qui se multiplient par graines. On les rencontre dans les milieux perturbés, les bords de route, dans les champs cultivés, les jachères et les zones de steppe.
L'espèce a été introduite dans différentes régions à climat tempéré (Europe occidentale, Afrique australe et Amérique du Nord). Elle est considérée comme envahissante dans certaines régions, notamment aux États-Unis et en Pologne.
Brassica elongata est cultivée en Estonie et est considérée comme une source de gènes utile pour l'amélioration d'autres espèces cultivées du genre Brassica, notamment le colza. Les graines contiennent 34 % d'une huile comestible, riche en acides gras polyinsaturés, linoléique et linolénique.

## Taxonomie

### Synonymes
Selon The Plant List (12 avril 2019)  :
- Brassica elongata var. astyla Rupr.
- Brassicastrum elongatum (Ehrh.) Link
- Crucifera elongata E.H.L.Krause
- Eruca elongata Baumg.
- Erucastrum armoracioides (Czern. ex Turcz.) Cruchet[5]
- Erucastrum elongatum Rchb.
- Erussica elongata (Ehrh.) G.H.Loos
- Guenthera elongata (Ehrh.) Andrz. ex Besser
- Macropodium elongatum Schur ex Nyman
- Sinapis elongata (Ehrh.) Spach ex Steud.
- Sisymbrium elongatum (Ehrh.) Prantl

### Liste des sous-espèces
Selon The Plant List (12 avril 2019) :
- Brassica elongata subsp. integrifolia (Boiss.) Breistr.
- Brassica elongata subsp. pinnatifida (Schmalh.) Schmalh.
- Brassica elongata subsp. subscaposa (Maire & Weiller) Maire
- Brassica elongata subsp. takhtajanii (V.I.Dorof.) D.A.German